# 기니비사우 요리

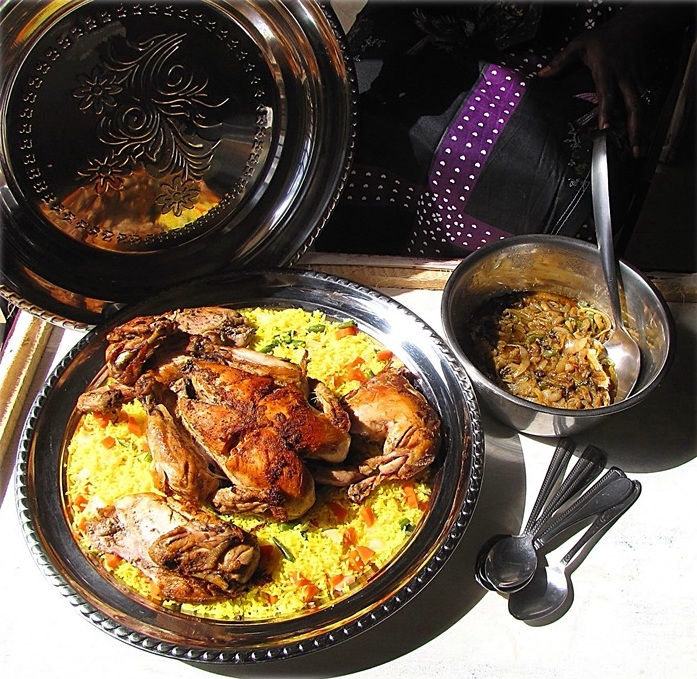

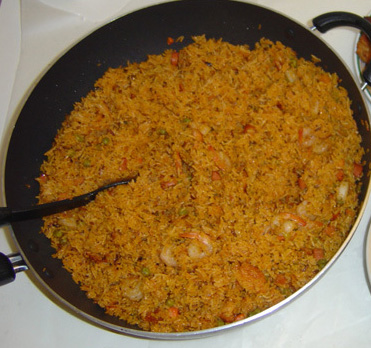

기니비사우 요리(Guinea Bissau 料理, 포르투갈어: cozinha bissau-guineense 코지냐 비사우기네엔스[*])는 서아프리카에 있는 기니비사우의 요리이다.

## 음식
- 에구시
- 푸푸
- 쿠스쿠스
- 건어물
- 녹차
- 야사

## 같이 보기
- 서아프리카 요리